# La Mazière-aux-Bons-Hommes
La Mazière-aux-Bons-Hommes település Franciaországban, Creuse megyében. Lakosainak száma 56 fő (2022. január 1.). La Mazière-aux-Bons-Hommes Basville, Lioux-les-Monges, Mérinchal, Saint-Bard, La Villeneuve és La Celle községekkel határos.

## Népesség
A település népességének változása:
| Lakosok száma | 110  | 99   | 96   | 63   | 71   | 68   | 65   | 65   | 64   | 56   |
|               | 1968 | 1982 | 1990 | 2006 | 2013 | 2015 | 2017 | 2019 | 2020 | 2022 |